# Sfida al tramonto
Sfida al tramonto (The Brass Legend) è un film del 1956 diretto da Gerd Oswald.
È un film western statunitense con Hugh O'Brian, Nancy Gates e Raymond Burr.

## Produzione
Il film, diretto da Gerd Oswald su una sceneggiatura di Don Martin con il soggetto di Jess Arnold e George Zuckerman, fu prodotto da Herman Cohen per la Robert Goldstein Productions e girato a Corriganville, nell'Iverson Ranch e nel Monogram Ranch, in California.

## Distribuzione
Il film fu distribuito con il titolo The Brass Legend negli Stati Uniti nel dicembre del 1956 al cinema dalla United Artists.
Alcune delle uscite internazionali sono state:
- in Finlandia il 7 giugno 1957 (Lännen kauhu)
- in Svezia il 1º luglio 1957 (Min död eller din)
- in Austria nel 1958 (Duell im Sattel)
- in Germania Ovest il 17 gennaio 1958 (Duell im Sattel)
- in Italia (Sfida al tramonto)